# Chrpa parukářka
Chrpa parukářka (Centaurea pseudophrygia), jinak také chrpina parukářka či chrpa vyšší, je druh vytrvalé byliny z čeledi hvězdnicovitých (Asteraceae). V Červeném seznamu je uvedena jakožto druh vyžadující další pozornost (C4).

## Popis
Rostlina má podobu vytrvalé, 0,3–1,3 m vysoké byliny, přímé, rýhované, v mládí řídce ochlupené, v horní části řídce větvené či vůbec nevětvené lodyhy. Kořen je tlustý, vřetenovitý a krátký.
Lodyžní listy jsou tvarem vejčité či vejčitě podlouhlé, celistvé, na okrajích zubaté, na lodyhu přisedlé až poloobjímavé, přízemní listy jsou řapíkaté, v průběhu kvetení odumírají.
Květy jsou fialovorůžové, růžové, vzácně i bílé, vnitřní nálevkovité, okrajové trubkovité a výrazně paprskující, uspořádány do jednotlivých úborů (průměr 40–50 mm), zákrov (průměr 20 mm) tvarem kulovitý až válcovitý, celý hustě pokrytý černohnědými až světle hnědými, dlouhými, kopinatými, oble stočenými a výrazně třásnitými přívěsky připomínajícími právě paruku – odtud druhové jméno. Kvete od července do září.
Plodem jsou hnědé, válcovité, ochmýřené (1,7 mm) nažky. 

## Galerie

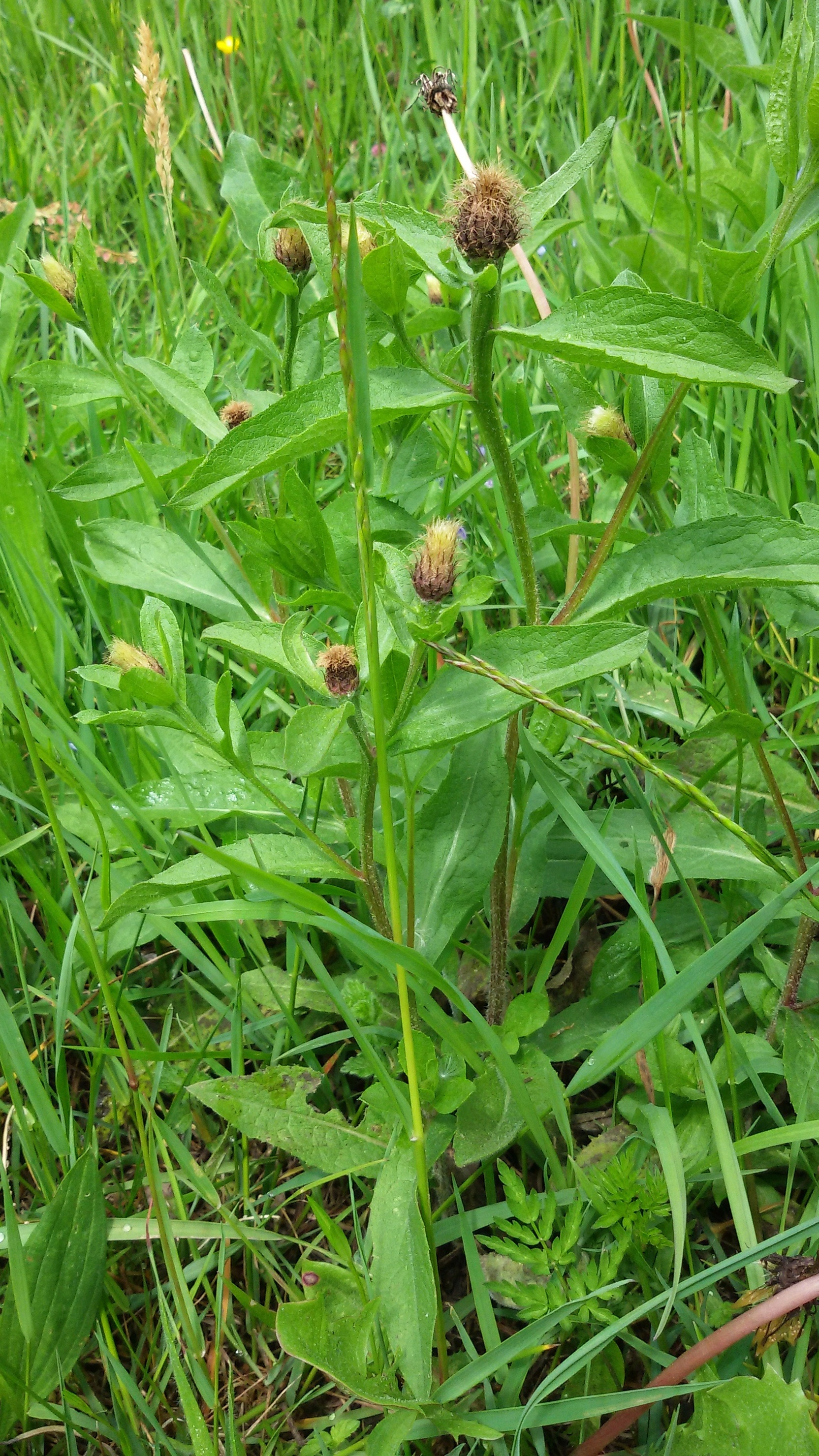
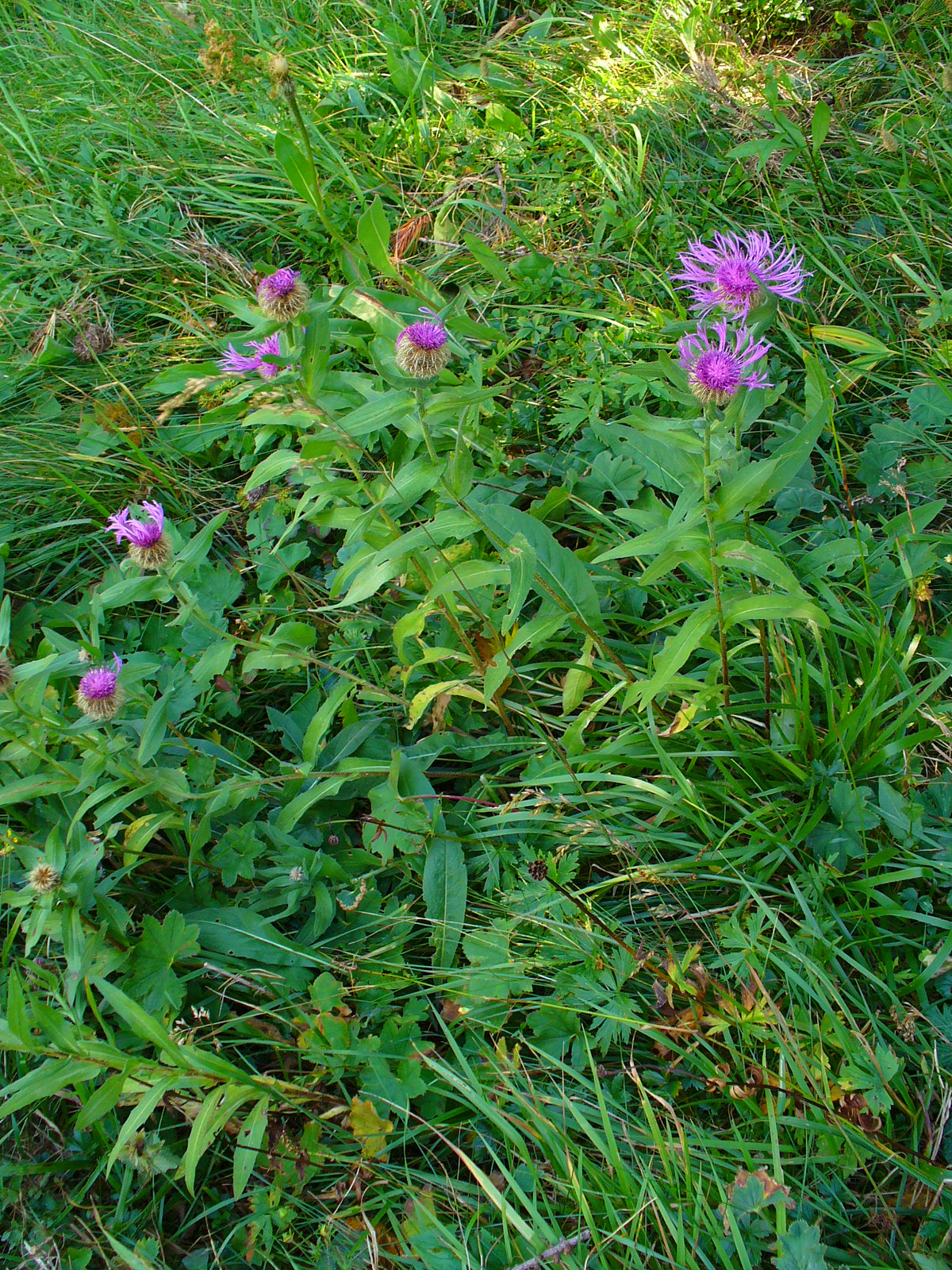
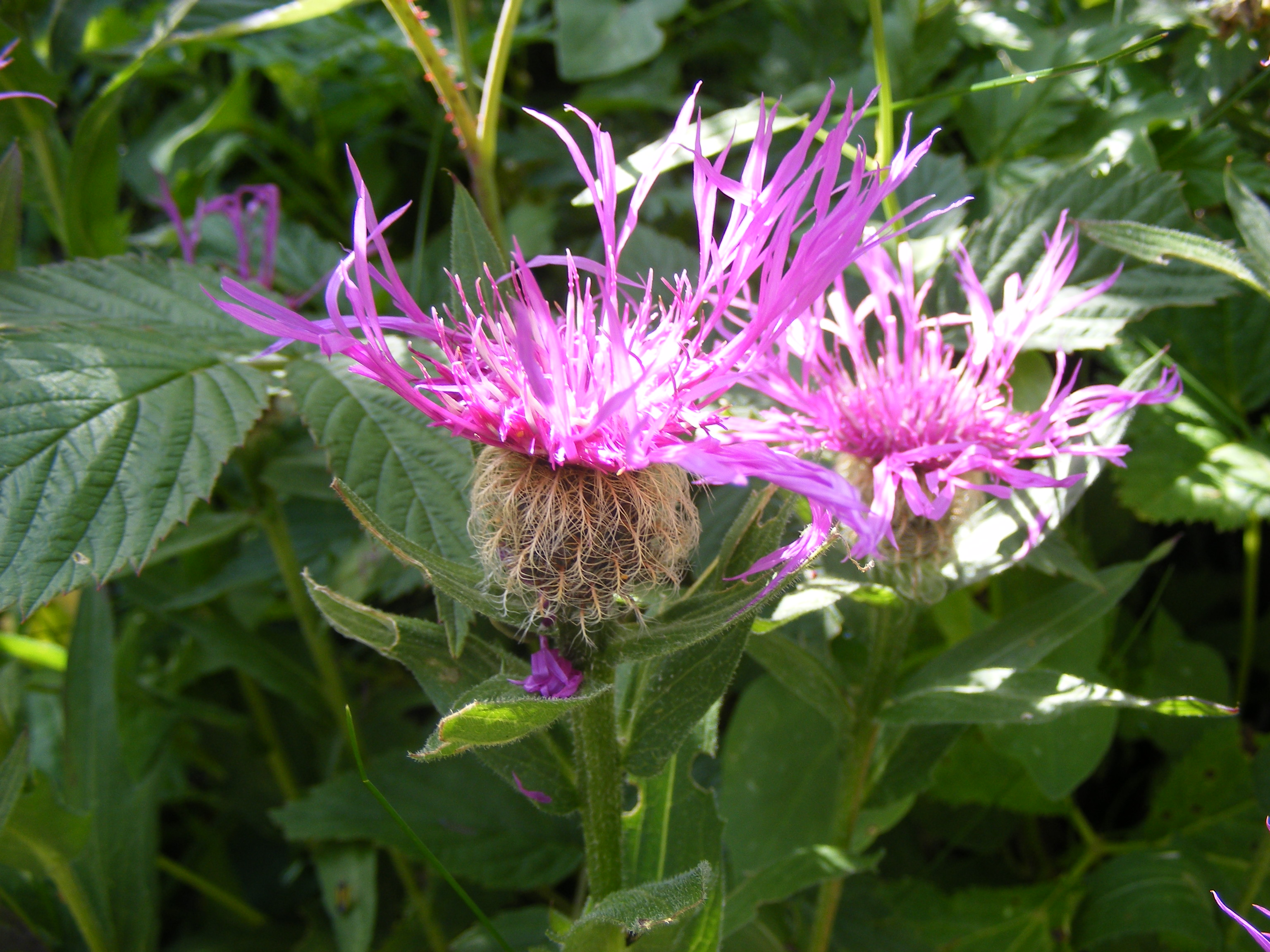
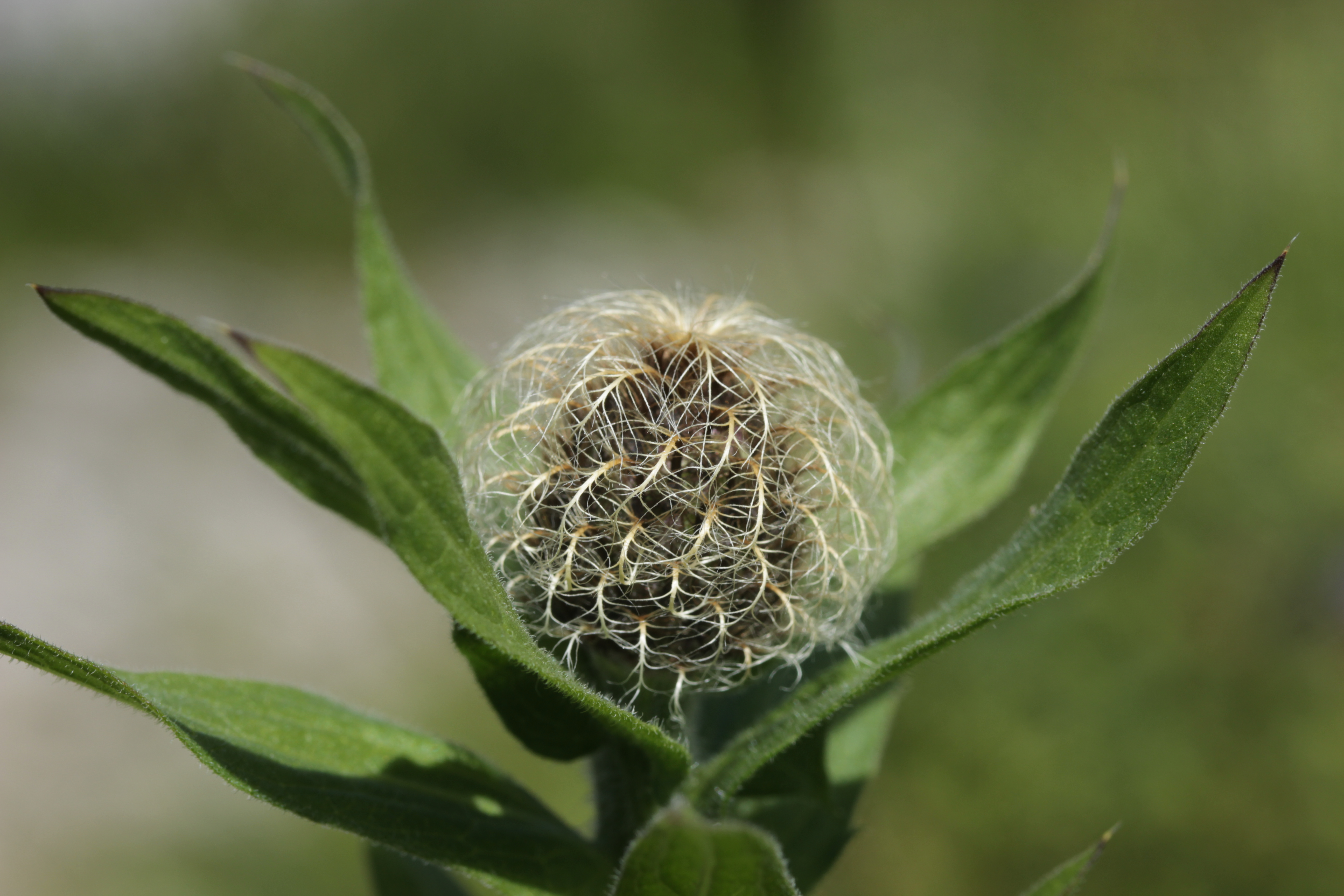
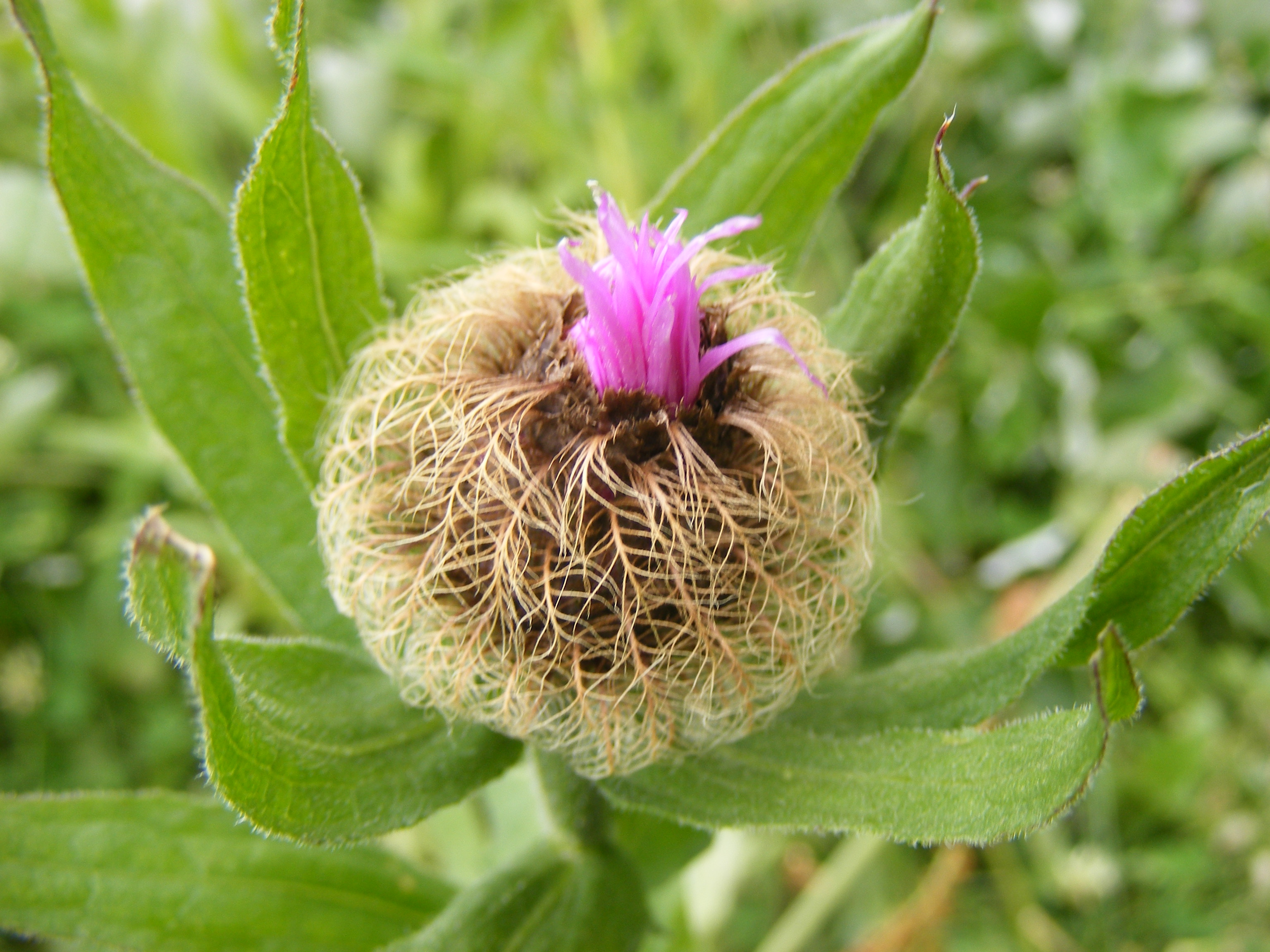
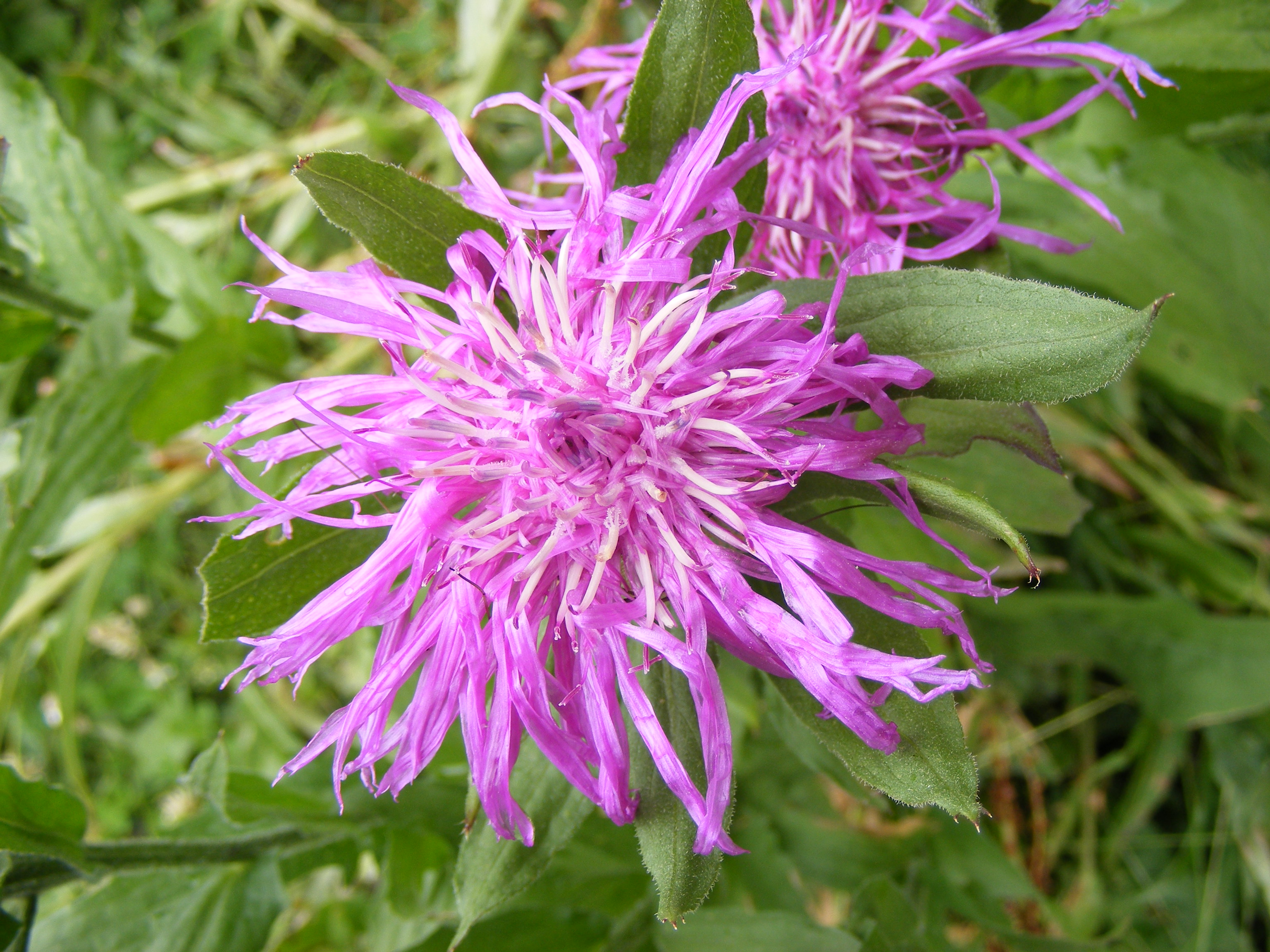

## Ekologie a rozšíření
Druh roste na vlhkých ovsíkových loukách, pastvinách podél řek, ve světlých lesích, nivách a příkopech, výškově od nížin až do horských oblastí. Pěstován je rovněž v zahradách pro okrasné účely. V České republice se vyskytuje roztroušeně v oblastech Českého středohoří, dále je druh rozšířen ve střední a severní Evropě.